# Gene Mayer

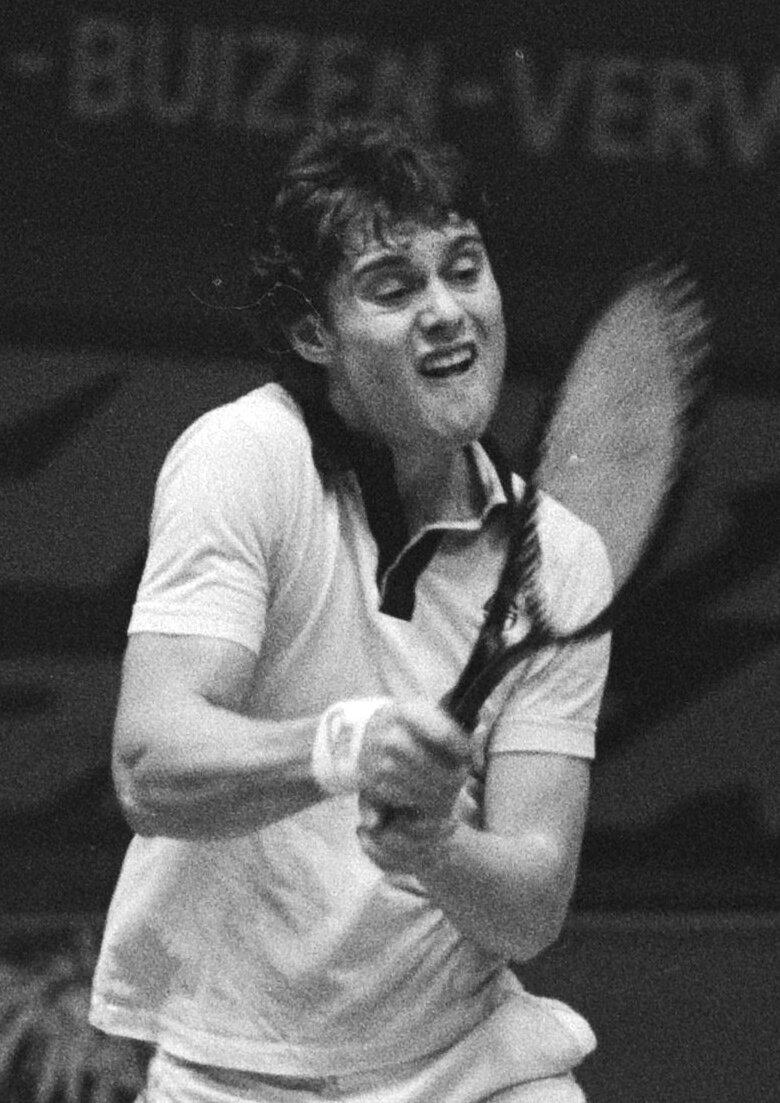
Gene Mayer

Eugene "Gene" Mayer, född 11 april 1956 i New York, USA, är en amerikansk högerhänt tidigare professionell tennisspelare. Yngre bror till tennisspelaren Sandy Mayer.

## Tenniskarriären
Gene Mayer vann som professionell ATP-spelare perioden 1978- 83 14 singel- och 15 dubbeltitlar. Bland dubbelmeriterna märks två titlar i Grand Slam-turneringar. Han rankades som bäst som nummer 4 i singel (oktober 1980) och som nummer 20 i dubbel (augusti 1984). Han spelade totalt in $1,382,422 i prispengar.
Gene Mayer vann alla utom två av sina singeltitlar på hardcourt eller matta. Sin första titel vann han dock på grusunderlag i Guadalajara (1978) genom att i finalen besegra australiske tidigare världsettan John Newcombe (6-3, 6-4). Mayer vann en titel säsongen därpå (1979, Köln, finalseger över Wojtek Fibak). Hans verkliga genombrott som singelspelare kom 1980, han vann då 5 singeltitlar och följde upp 1981 med ytterligare fyra segrar. Han finalbesegrade då bland andra spelare som Brian Teacher, Roscoe Tanner och brodern Sandy Mayer.  Säsongen 1983 vann han sina sista två titlar (Rotterdam, finalseger över Guillermo Vilas, 6-1, 7-6, och Los Angeles, finalseger över Johan Kriek, 7-6, 6-1).
Av sina dubbeltitlar vann han 5 med brodern Sandy Mayer, däribland Franska öppna 1979. I finalen besegrade bröderna de båda australiska spelarna Ross Case/Phil Dent med 6-4, 6-4, 6-4. Brödraparet blev därvid det första som vunnit en GS-titel i dubbel. Året före hade Gene Mayer också vunnit dubbeltiteln i samma turnering, den gången tillsammans med Hank Pfister. I finalen besegrade de spanjorerna Manuel Orantes/José Higueras med siffrorna 6-3, 6-2, 6-2. 
Gene Mayer deltog i det amerikanska Davis Cup-laget 1982-83. Han spelade totalt 6 matcher och vann 4 av dem. 
Mayer var känd som en spelare med goda grundslag. Han kompletterade därvid väl sin mer attackspelande bror i dubbelspel.   

## Grand Slam-titlar
- Franska öppna
  - Dubbel - 1978 (med Hank Pfister), 1979 (med Sandy Mayer)

## Övriga professionella titlar
- Singel
  - 1978 - Guadalajara
  - 1979 - Köln
  - 1980 - Denver, Metz, Los Angeles, Cleveland, San Francisco
  - 1981 - Memphis, Denver, Cleveland, Stockholm
  - 1982 - München
  - 1983 - Rotterdam, Los Angeles
- Dubbel
  - 1978 - Miami, San Jose, Mexico City WCT, Indianapolis, Cincinnati
  - 1979 - Rancho Mirage, Indianapolis, Köln, Houston
  - 1980 - Metz, Boston, Florence
  - 1981 - Memphis